# 圣莫兰
圣莫兰（法語：Saint-Maurin，法語發音：[sɛ̃ moʁɛ̃]）是法国洛特-加龙省的一个市镇，属于阿让区。

## 地理
圣莫兰（44°12'28"N, 0°53'35"E）面积21.74 平方千米，位于法国新阿基坦大区洛特-加龍省，该省份为法国西南部内陆省份，北起多爾多涅省，西接吉倫特省和朗德省，南至热尔省，东临塔恩-加龙省和洛特省。
与圣莫兰接壤的市镇（或旧市镇、城区）包括：维萨堡、蒙茹瓦、佩尔维尔、栋达、昂盖拉克、泰拉克。

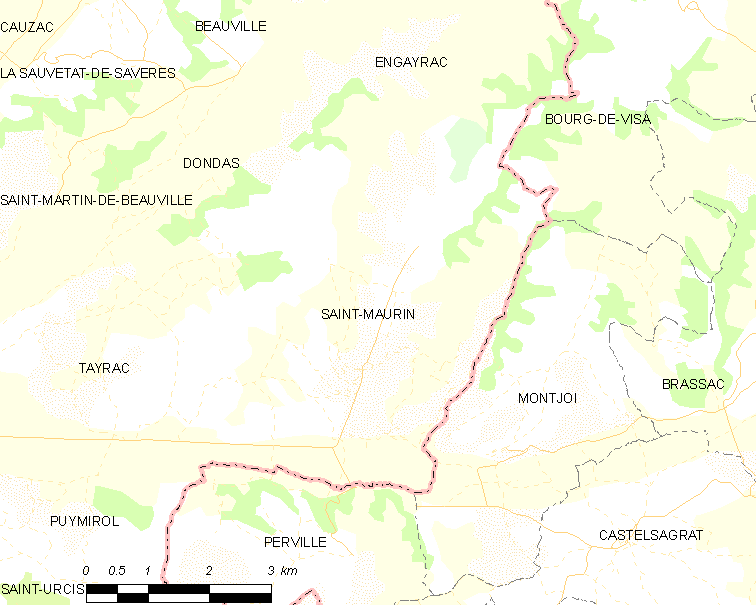
圣莫兰的OSM定位图

圣莫兰的时区为UTC+01:00、UTC+02:00（夏令时）。

## 行政
圣莫兰的邮政编码为47270，INSEE市镇编码为47260。

## 政治
圣莫兰所属的省级选区为塞尔地区县。

## 人口

1962-2008年间圣莫兰人口变化图示

圣莫兰于2022年1月1日时的人口数量为383人。